# Novafroneta
Novafroneta Blest, 1979 è un genere di ragni appartenente alla famiglia Linyphiidae.

## Distribuzione
Le sei specie oggi note di questo genere sono state rinvenute in Nuova Zelanda.

## Tassonomia
Dal 2004 non sono stati esaminati esemplari di questo genere.
A dicembre 2012, si compone di sei specie:
- Novafroneta annulipes Blest, 1979 — Nuova Zelanda
- Novafroneta gladiatrix Blest, 1979 — Nuova Zelanda
- Novafroneta nova Blest & Vink, 2003 — Nuova Zelanda
- Novafroneta parmulata Blest, 1979 — Nuova Zelanda
- Novafroneta truncata Blest & Vink, 2003 — Nuova Zelanda
- Novafroneta vulgaris Blest, 1979[3] — Nuova Zelanda